# Veau d'or
Pour les articles homonymes, voir Veau d'or (homonymie).
Pour l’article ayant un titre homophone, voir Vaudor.
Dans la Bible, le veau d’or (en hébreu : עֵגֶּל הַזָהָב (‘ēggel hazāhāb)) est un symbole de l’idolâtrie.

## Récits bibliques

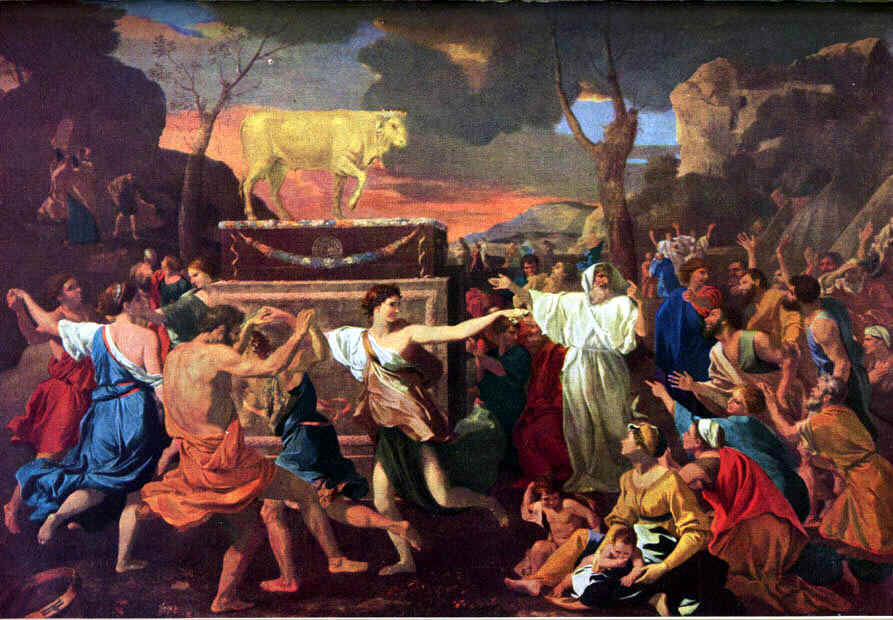
Les adorateurs du veau d’or, Nicolas Poussin.

### Dans leLivre de l'Exode
Au cours de l’Exode du peuple hébreu depuis l’Égypte vers la terre promise, pendant l’ascension du mont Sinaï par Moïse pour recevoir les Tables de la Loi, les Hébreux, nouvellement libérés du joug de Pharaon, pressent Aaron de leur montrer un dieu qui puisse les guider.
Aaron commande alors au peuple hébreu de briser les boucles d'oreilles en or des femmes et des enfants, afin qu'il puisse fondre un veau qu'ils désignent et adorent comme dieu, à l’imitation du taureau Apis qui était adoré en Égypte.
Lorsque Moïse descend du mont Sinaï et qu’il voit les Hébreux adorer une idole, ce qui est interdit par le Deuxième Commandement, il est pris d’une colère si grande qu’il fracasse les Tables de la Loi sur un rocher.
Dieu ordonne alors à Moïse de tuer tous ces mécréants, et Moïse transmet cet ordre à ceux qui, parmi son peuple, lui sont restés fidèles.

### Dans lePremier Livre des Rois
Le roi fondateur du royaume d'Israël, Jéroboam Ier, après le schisme politique qu'il a provoqué, fait ériger à Dan et Béthel, aux deux extrémités de son nouveau royaume, des veaux d'or en tant que symboles de Dieu.
Craignant que son peuple se réunisse au royaume de Juda, Jéroboam organise un nouveau sacerdoce et enjoint à la population de ne plus aller au culte au temple de Salomon, mais plutôt de se convertir à l'idolâtrie et d'apporter des offrandes aux sanctuaires qu'il vient d'ériger, renforçant ainsi l'indépendance politique du royaume d’Israël vis-à-vis de Jérusalem, du Temple et des prêtres. Cette politique est ensuite suivie par presque tous les rois d’Israël.

## Récitscoraniques
Il y a trois récits de l'épisode du veau d'or du livre de l'Exode : le premier se trouve à la sourate 2, versets 91 et 92, le second à la sourate 7, versets 148 à 152, et le troisième à la sourate 20, versets 86 à 97.
Jacqueline Chabbi juge ces récits « passablement contradictoires », défendant la thèse de la Thora uniquement, où celui de la sourate 20 (mecquoise) innocente les « fils d'Israël », peuple de Moïse, et introduit un personnage énigmatique, celui du Samaritain (al-Sâmiri), qui les pousse à construire le veau. Celui de la sourate 7 est en « contexte médinois, à un moment où manifestement la polémique de Mahomet avec les tribus juives de l'oasis a déjà éclaté et atteint une grande virulence. La narration est beaucoup plus en phase que la première avec le déroulé de l'action du récit biblique. […] Cette fois en effet, les fils d'Israël ne sont pas innocentés, mais directement mis en cause. »
L'apparente contradiction peut cependant être levée en considérant le verset 153 de la sourate 7 :
"Ceux qui ont fait de mauvaises actions et qui ensuite se sont repentis et ont cru... ton Seigneur, après cela est sûrement Pardonneur et Miséricordieux."

## Exégèse
Selon le bibliste Thomas Römer, l'histoire du veau d'or, couramment interprétée comme une condamnation du paganisme et du polythéisme, est en réalité un récit qui condamne les représentations du dieu YHWH dans une perspective aniconiste. En effet le veau représente ici YHWH sous une forme de taureau tel qu'il a pu être vénéré en Israël à la manière de Baal en Ougarit et non une autre divinité.

## Dans la culture populaire

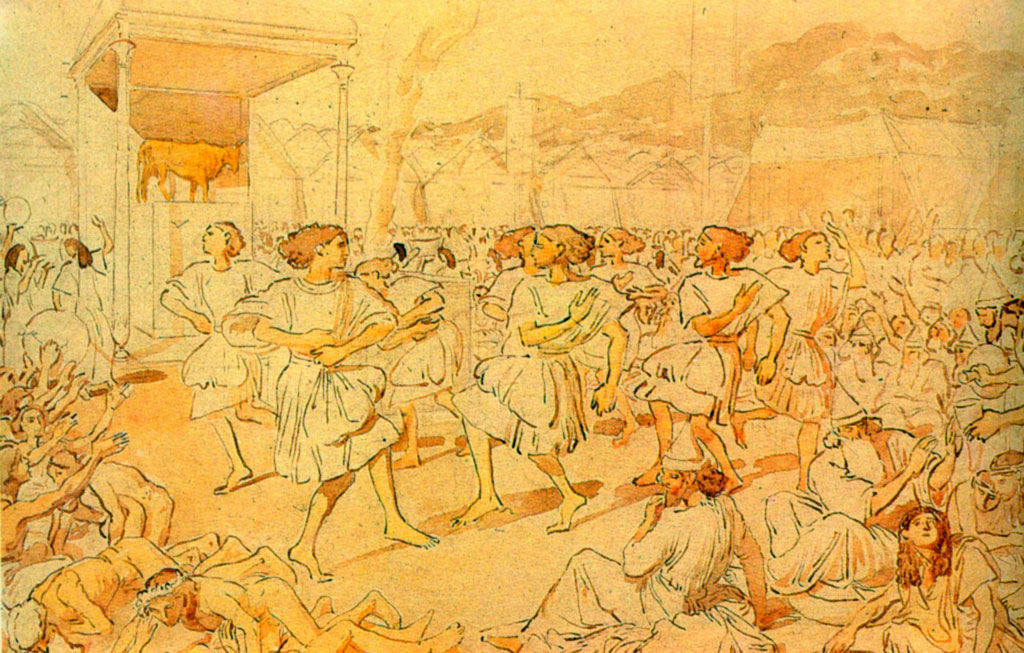
Danse devant le Veau d'or (Alexandre Ivanov).

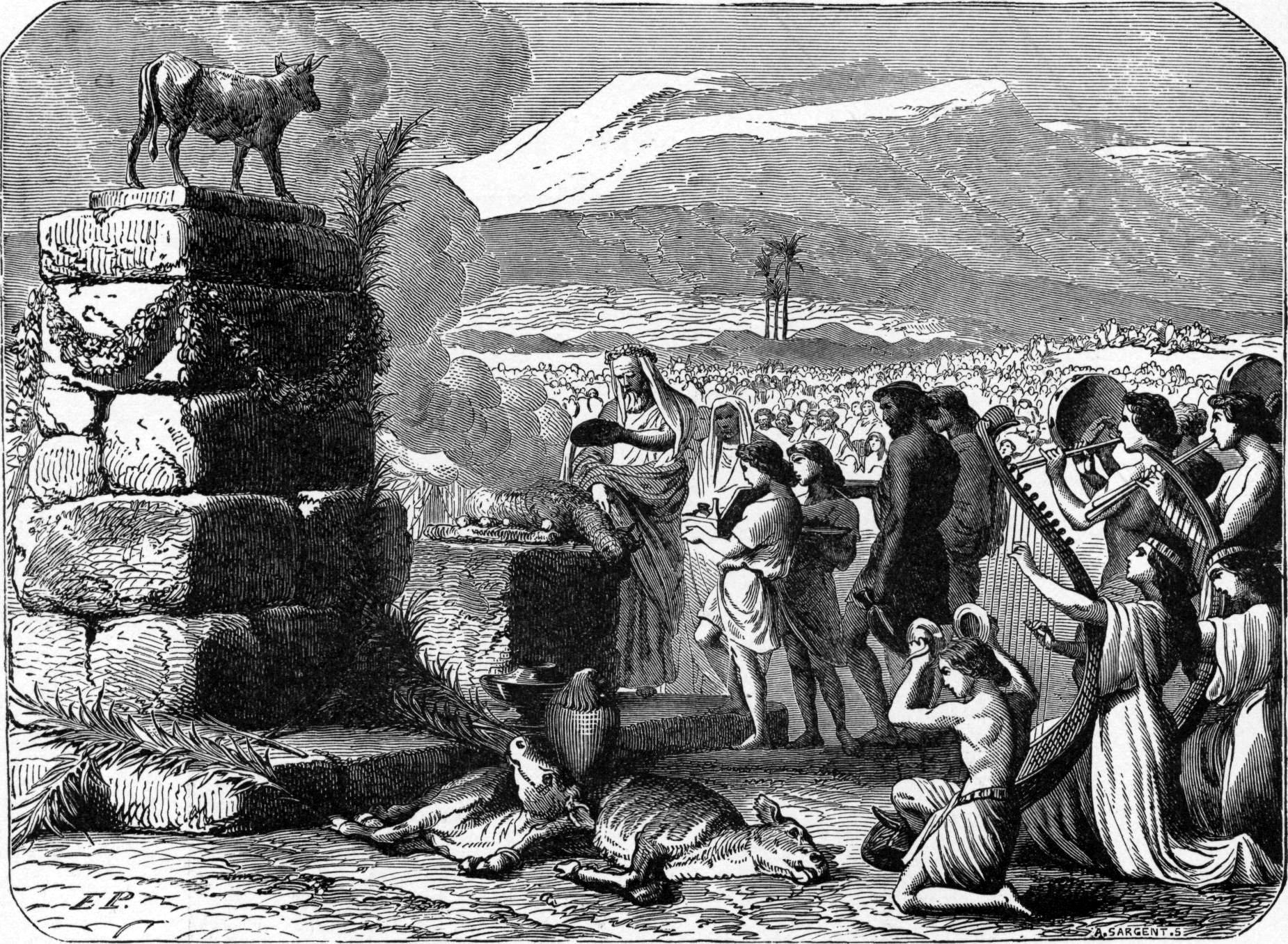
Gravure de 1897.

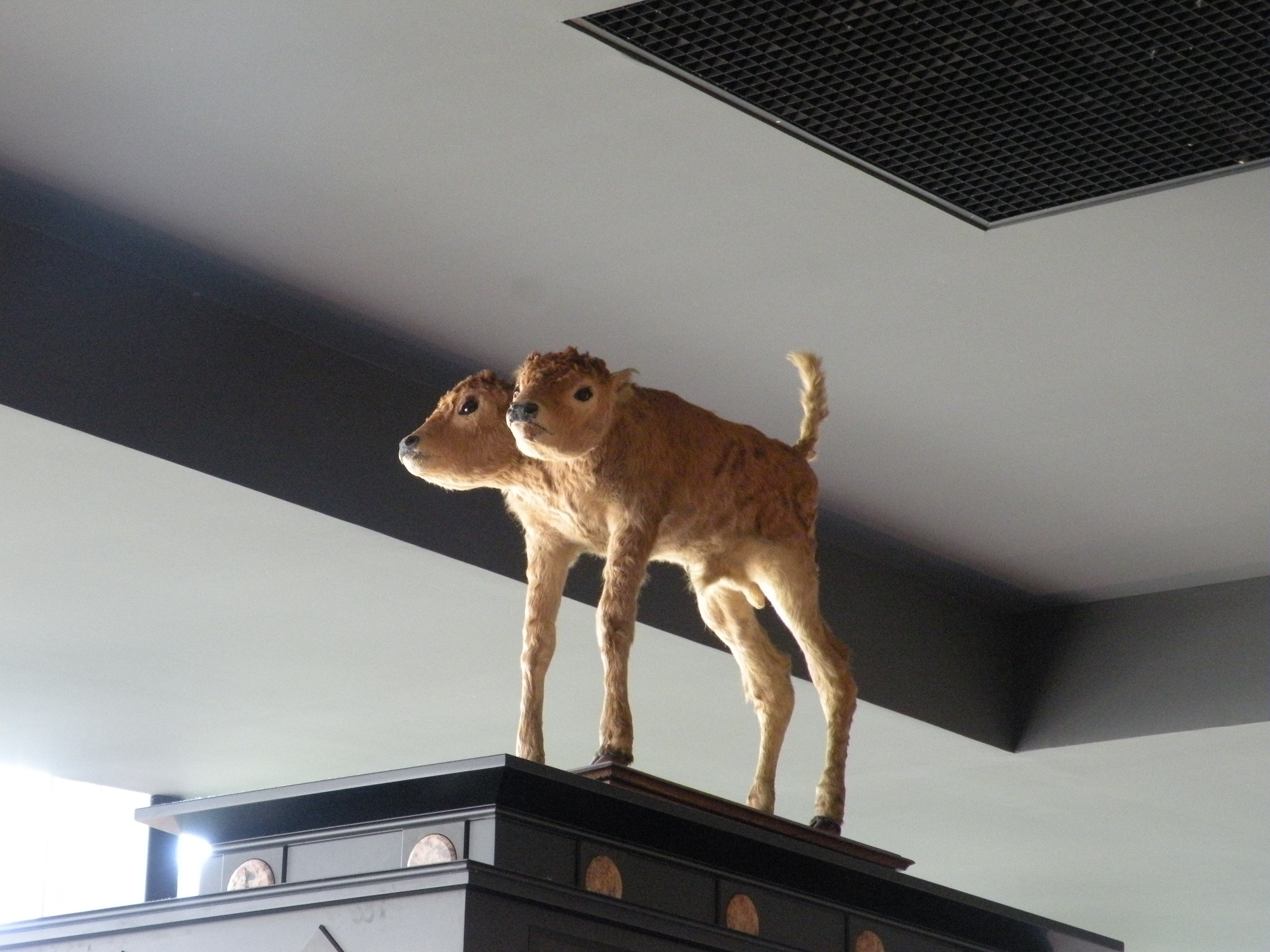
Représentation du dieu Bicéphale.

- Le Veau d'or est toujours debout est un air célèbre de l'opéra Faust de Gounod. Le Veau d'or est ici le symbole de la cupidité universelle.
- Le Veau d'or (en russe : Золотой телёнок) est un roman satirique des auteurs soviétiques Ilf et Petrov publié en 1931[6].
- Le Gouden Kalf (Veau d'or) est une récompense du Festival du cinéma néerlandais.
- L'artiste anglais Damien Hirst a réalisé une sculpture nommée The Golden Calf ; celle-ci fut vendue aux enchères pour 10,3 millions de livres sterling en 2008[6].
- On peut trouver dans l'album From Langley Park to Memphis (en) du groupe anglais Prefab Sprout une chanson intitulée The Golden Calf[6].
- Mooby the Golden Calf est un personnage de fiction du View Askewniverse, un univers de fiction créé par Kevin Smith et représenté dans des films, séries et bande dessinées. C'est un personnage allégorique dénonçant McDonald's, Mickey Mouse et Disney en général[6].
- Dans Peer Gynt, drame poétique du Norvégien Henrik Ibsen, le héros fait directement allusion au veau d'or, pour exprimer comment ses compagnons de voyage l'idolâtrent sans raison valable. « J'avais besoin d'amis pour former un chœur de danseurs autour de mon autel au veau d'or[7]... »
- Golden Calf est une chanson issue de l'album The Study on Falling d'Asaf Avidan.
- Golden Calf est une chanson du groupe Prefab Sprout sur son deuxième album From Langley Park to Memphis et sorti en cinquième single.